# Riccardo Lamba
Riccardo Lamba (Caracas, 30 de noviembre de 1956) es un prelado venezolano de origen italiano. Actual arzobispo de Udine, fue obispo auxiliar de la diócesis de Roma y sacerdote incardinado en la misma.

## Biografía
Riccardo Lamba nació el 30 de noviembre de 1956 en Caracas, hijo de una familia de emigrantes italianos. En el 1965 con su familia, a los 9 años, regresaron a Italia.
Al regresar, siguió sus estudios y en 1982 se licenció en medicina quirúrgica en la Universidad Católica del Sagrado Corazón, luego en psicología por la Pontificia Universidad Gregoriana y siguió especializandose un año más. Finalmente al sentir su vocación religiosa entró en el Seminario Mayor Pontificio de Roma en 1983 y fue ordenado sacerdote el 9 de mayo de 1989 en la Arquibasílica de San Juan de Letrán e incardinado en la diócesis de Roma.
Cómo presbítero ocupó los siguientes cargos:
- Asistente en el Seminario Mayor Pontificio de Roma. (1989-1991)
- Asistente en la Facultad de Medicina y Cirugía de la Universidad Católica del Sagrado Corazón. (1991-2000)
- Párroco de San Anselmo en Cecchignola (2000-2002)
- Párroco de Divino Jesús Obrerp (2002-2018)
- Párroco de San Ponziano en Roma (2018-2022)

### Obispo auxiliar de Roma
El 27 de mayo de 2022 el papa Francisco lo designó obispo auxiliar de la diócesis de Roma, asignándole la diócesis titular de Medeli. También fue designado al cargo junto con Daniele Salera y Baldassare Reina.
Recibió la ordenación episcopal 29 de junio de 2022 en la Arquibasílica de San Juan de Letrán de manos del cardenal Angelo de Donatis, quien fue en ese momento el arcipreste de la arquibasílica.

### Arzobispo de Udine
El 23 de febrero de 2024 el papa Francisco lo nombró arzobispo de Udine, transfiriéndolo de la diócesis titular de Medeli y de la diócesis de Roma, tras la renuncia del arzobispo anterior, Andrea Mazzocato.
Tomó posesión de la sede el 5 de mayo de 2024.